# Исовец
Исовец, ранее Псовец — озеро на западе Тверской области, расположено на территории Торопецкого района. Принадлежит бассейну Западной Двины.
Расположено в 15 километрах к юго-востоку от города Торопец. Озеро вытянуто с севера на юг. Длина 1,6 км, ширина до 0,37 км. Площадь водной поверхности — 0,6 км². Протяжённость береговой линии — 3,8 км. Через озера протекает река Морожа, впадающая в озеро Сельское.
На юго-западном берегу озера расположена деревня Гольяново. Ранне на южном берегу озера находилась деревня Юрино.
К западу находится небольшое озеро Устенец. 